# Fiscalité d'Ancien Régime

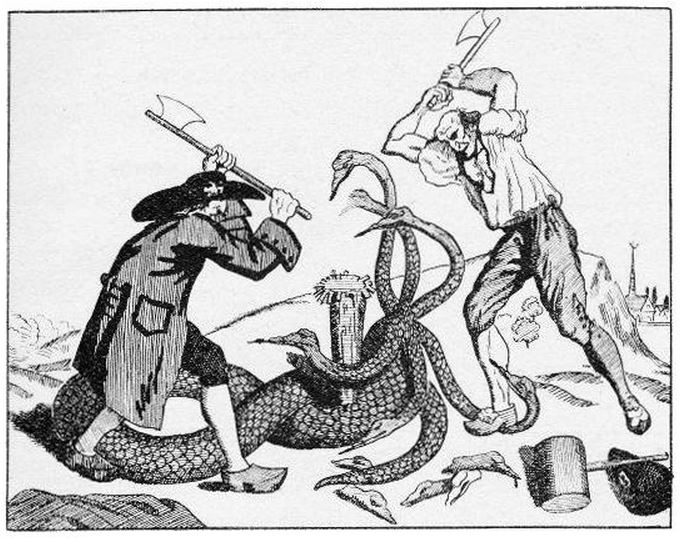
Caricature anonyme - XVIIIe siècle « À Bas les Impôts ! ».

Dans la France d’Ancien Régime le privilège fiscal est une institution qu’on ne saurait remettre en cause sans porter atteinte aux « lois fondamentales du royaume ». La pratique constante de la monarchie absolue de mettre l’État à l’encan, d’en fragmenter les attributs pour les mettre aux enchères sur la place publique sous formes d’offices, de charges l’a conduit à se dessaisir de son pouvoir de légiférer en matière fiscale, mais également d’imposer.
L'arbitraire le plus grand régnait à tous les niveaux de la répartition des impôts directs. Les conditions de détermination du produit attendu fixé par le Roi en fonction des seuls besoins du trésor et sa déclinaison jusqu’au niveau des paroisses hors de tout contrôle créaient les conditions d’abus de toutes sortes et d’un rejet de l’impôt par le corps social. Des modes de recouvrement contestables, accentuaient encore les inégalités d'un système. Les efforts de Maupeou, l’abbé Terray, Calonne pour mettre en place un impôt permanent, égal, sans aucune espèce d’impunité et proportionnel aux facultés de chaque contribuable sans soucis de dignité, d’état ou de fonction échoueront.

## Fiscalité d'État de l'Ancien Régime
Elle comporte trois grandes catégories d'impôts, par ailleurs sont rattachés à la fiscalité les produits de la vente des monopoles, notamment les tabacs et les produits de la gestion des Domaines.

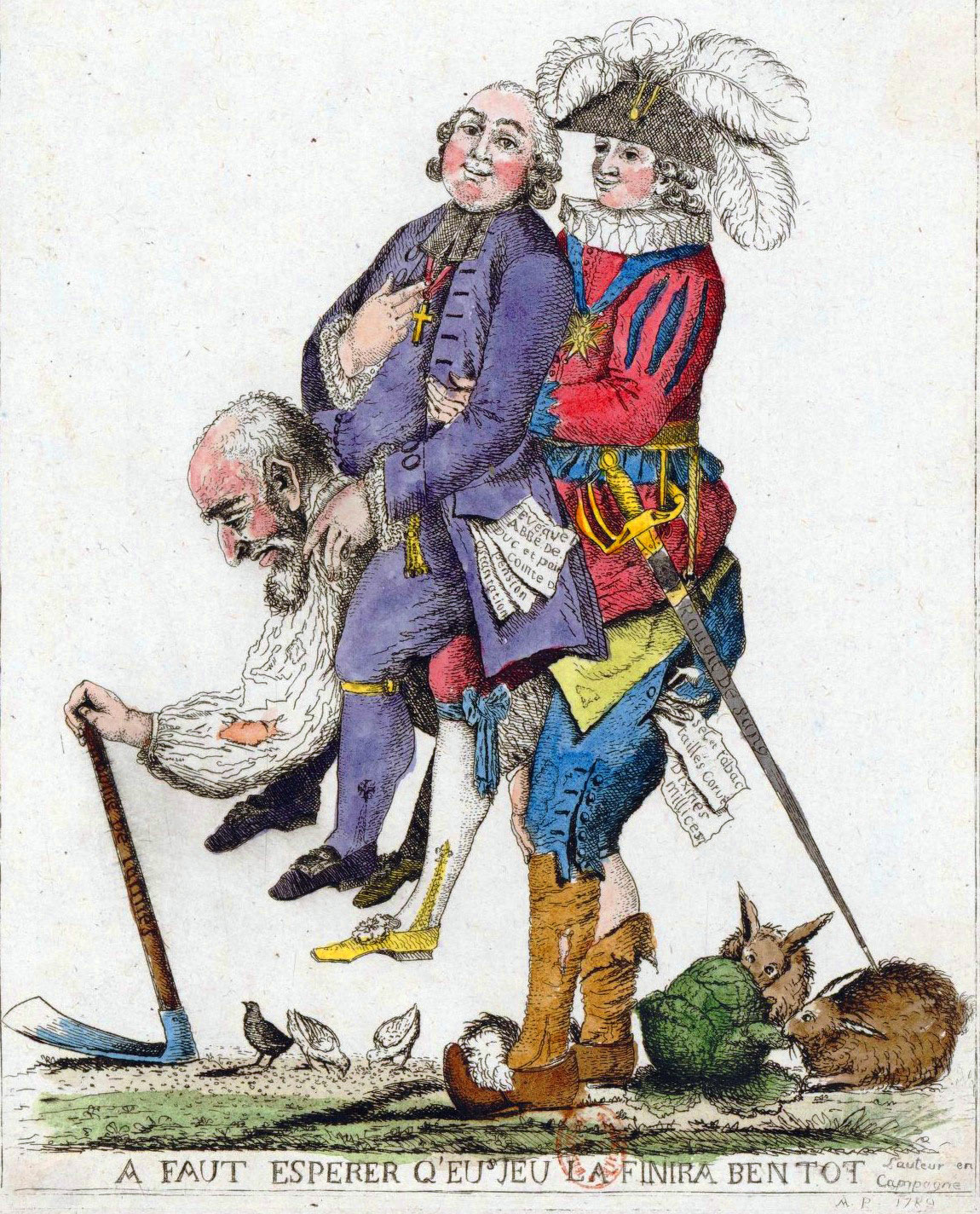
« Il faut espérer que ce jeu la finira bientôt » - Le Tiers-État portant le Clergé et la Noblesse sur son dos (1789).

### Impôts directs
Essentiellement la taille, la capitation et le vingtième.
La taille royale, qui se stabilise au début du XIVe siècle comprend la taille personnelle et le taille réelle. La taille personnelle est le droit commun. Elle est réputée frapper l'ensemble du revenu, quelle qu'en soit l'origine. Seuls les roturiers payaient cet impôt. Les nobles et les ecclésiastiques en étaient exemptés. Il existait de nombreuses exceptions personnelles pour les roturiers exerçant des fonctions royales ou réelles, comme pour la plupart des villes du royaume. En fait, la taille personnelle frappait essentiellement le monde rural des fermiers et cultivateurs.
La taille réelle frappait les revenus des immeubles. Les biens d'église et les biens nobles en étaient exemptés, mais un bien roturier entre les mains d'un noble ou d'un prélat demeurait imposable. Moins injuste que la taille personnelle, elle était mieux acceptée.
La capitation et le vingtième sont des impôts extraordinaires créés à la fin du règne de Louis XIV et sous Louis XV pour faire face aux dépenses de la Guerre de Sept Ans ; en principe temporaires, ils devinrent rapidement perpétuels et demeurèrent jusqu'à la fin de l'Ancien Régime. À l'origine, ces impôts devaient frapper tous les ressortissants du Royaume. Le clergé racheta sa contribution à la capitation à titre définitif en 1710 moyennant une somme de 24 millions ; la noblesse obtenait le plus souvent des décharges ou des réductions et les agents du recouvrement ne mettaient pas beaucoup d'énergie pour recouvrer leurs cotes. Dans un système ainsi biaisé, la capitation devint rapidement un supplément qui ne frappait pratiquement que les taillables.
Ces impôts directs, particulièrement contestables dans leur répartition, ont concentré tous les mécontentements et sont à la base du rejet de l'impôt jusque dans la période moderne. Faute d'un interlocuteur clair pour porter ces critiques, c'est sur la Ferme qu'elles se cristalliseront, quand bien même elle n'a jamais participé à leur recouvrement.

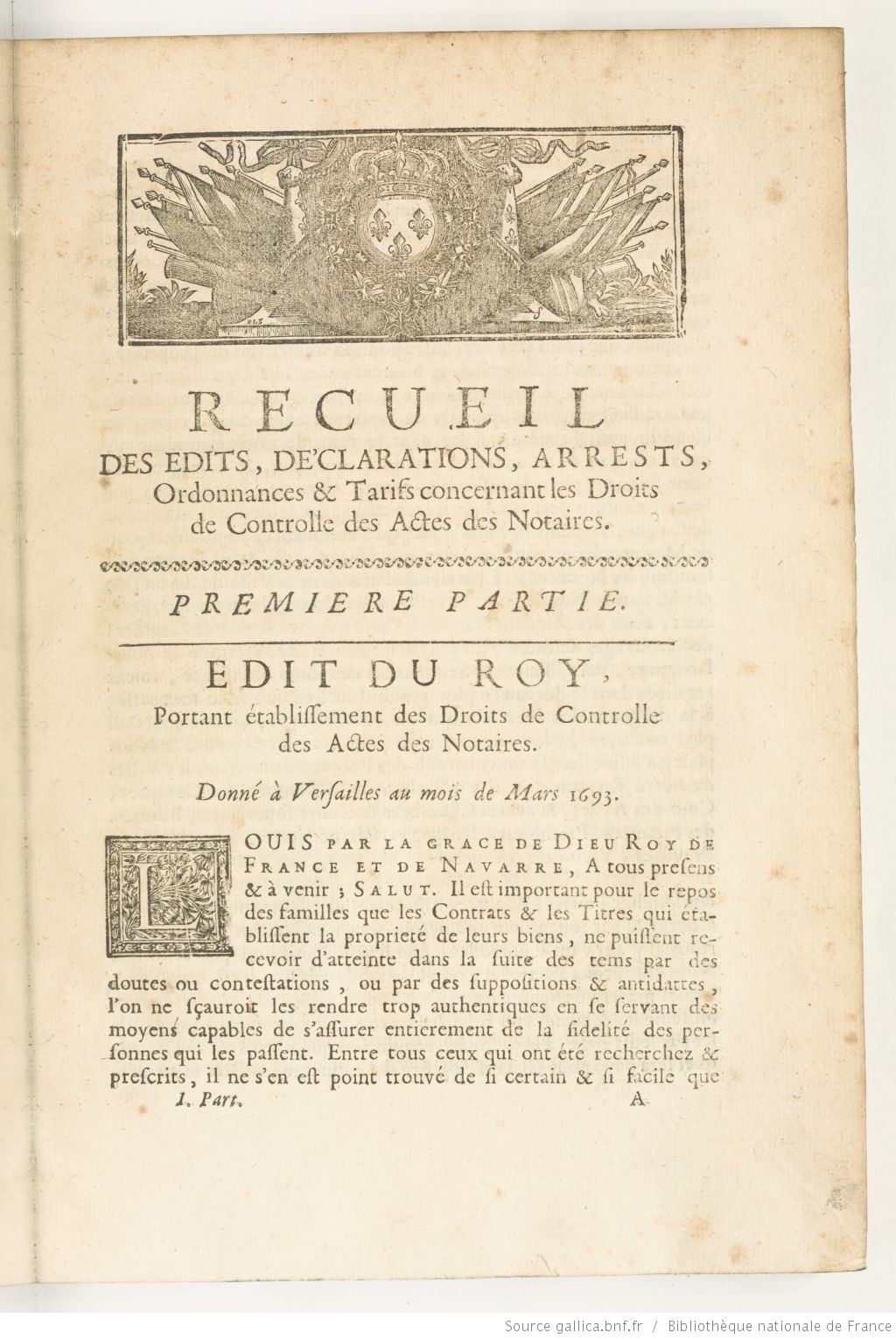
Page de tête de l'édit de mars 1693, portant établissement des droits de contrôle des actes notariés.

### Imposition des faits juridiques
L’Ancien Régime est à la base de la création de l’administration de l’enregistrement, qui constituera le modèle des futures administrations financières.
En mars 1693, Louis XIV soumet par un édit tous les actes notariés à la formalité de l’enregistrement dans les 15 jours de leur rédaction.
C’est l’acte fondateur de tous les dispositifs suivants de taxation des faits juridiques.
Le préposé tient un registre coté et paraphé par le juge. L’enregistrement est une analyse sommaire de l’acte ; le contrôleur paraphe chaque feuillet et y mentionne les N° de volume, de la page et de l’article du registre sur lequel il a procédé à l’enregistrement. Ces mentions doivent être reproduites par le notaire sur la grosse et les expéditions qu’il délivre.
La Régie de l’Enregistrement, et même la Direction Générale des impôts, fonctionneront sur ces bases jusqu'en 1970.
Cette régie particulière fut distincte de la Ferme Générale jusqu'en 1726. Entre 1726 et 1780, elle est partie intégrante des attributions de la Ferme, mais fait l'objet, jusqu'en 1756 (Bail Henriet), d'un sous-affermage par généralités à diverses compagnies. Elle ne redevient autonome qu'avec la réforme de Necker. Outre les revenus des domaines et les recettes des bois, elle gérait les droits sur les immeubles et les actes qui y sont relatifs (droits de contrôle, d'insinuation et centième denier droits de franc-fief, droits d'hypothèques, les droits de formules (timbres) et exploits, les perceptions opérées sur les jugements et actes judiciaires (petit-scel et amendes) et assurait enfin la gestion des abonnements.

### Impôts indirects
Ils sont le cœur des attributions de la Ferme. À l'exception des Aides qui firent l'objet de sous-Fermes jusqu'en 1756, les gabelles, traites et droits d'entrées sur Paris furent depuis 1681 toujours gérés directement par la compagnie des fermiers généraux.

#### Aides
Il s'agit des droits indirects sur la circulation des produits, des droits sur la vente en gros, et la vente au détail, des droits de péage ou de rivière et des droits joints à la Ferme des aides (poinçons, marques diverses, formules sur les papiers et parchemins). Même en cette matière, les privilèges étaient nombreux les nobles étaient dispensés des droits de gros, l’église n'était pas imposée sur les productions des biens d'église et bon nombre d'officiers royaux bénéficiaient d'exemptions ou de privilèges divers. Par ailleurs l'application des droits n'était pas uniforme dans toutes les Généralités ou Pays d'élection. Les aides proprement dites ne se levaient que dans le ressort des cours des Aides de Paris et de Rouen, dans les autres parties du royaume existaient des impôts semblables avec d'autres taux et une autre assiette. Il en résultait une grande complexité et un contentieux particulièrement abondant.

#### Gabelle

Carte des gabelles en 1789.

C'est à l'origine un impôt de consommation sur divers produits alimentaires (vin, huile, etc.) qui en définitive deviendra un impôt sur la vente de sel monopolisée par l'État. Cet impôt variait encore plus que tous les autres dans son assiette et dans son application géographique. Certaines provinces en étaient exemptées, soit parce qu'au moment de leur annexion dans le royaume, elles avaient négocié le maintien de leur franchise, c'est notamment le cas de la Bretagne, des Flandres, de l'Artois, l'Alsace ou encore du Béarn), soit parce que, d'abord soumise à la gabelle, elles avaient acheté leur affranchissement moyennant une grosse somme d'argent. Il s'agissait des Pays rédimés.
S'agissant des pays imposables on distinguait les Pays de Grande Gabelle et les Pays de Petite Gabelle.
- Dans les Pays de Grande Gabelle[5], le commerce du sel n'était pas libre et sa consommation était, en certains lieux, obligatoire, chaque chef de famille devait acheter au grenier à sel une quantité minimum que l'on appelait le devoir de gabelle ou sel de devoir qui ne pouvait être employé que pour le pot ou la salière. Pour tous les autres usages et notamment les salaisons, il fallait acheter d'autre sel, sauf à démontrer que la quantité de sel de devoir était supérieure aux besoins de la famille.

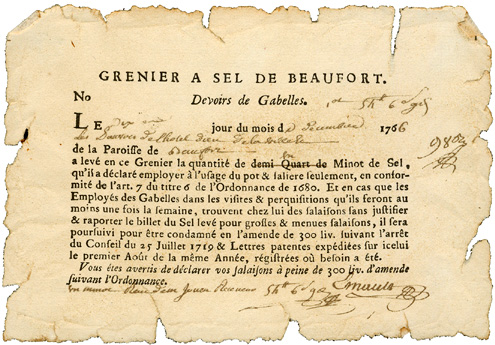
Certificat d'achat du sel de devoirs.

En 1769, les Pays de Grande Gabelle comprenaient 250 greniers à sel dont 179 de ventes volontaires, 34 de ventes forcées et 37 mixtes dont certaines paroisses relevaient de l'un ou l'autre régime. Cette différence d'imposition concernait essentiellement les paroisses frontalières des pays exemptés ou proches du bord de mer qui « ne laissait aucune espérance de consommation dans les greniers, s'ils eussent été de ventes volontaires ; l'impôt y a pourvu ».
- Dans les Pays de Petite Gabelle[8], la vente du sel n'était pas libre et ne pouvait se faire que par le grenier à sel de la Ferme. Le prix était supérieur au prix marchand mais moins élevé que dans les Pays de Grande Gabelle. Par contre la consommation était libre. Il existait au moins quatre tarifs différents auxquels s'ajoutaient des taxes annexes diverses, variables selon les pays.

Dans un mémoire à l'assemblée des notables de 1787, on peut lire : « un impôt, si considérable dans sa quantité, qu'il excède les produits des deux vingtième ; si disproportionné dans sa distribution qu'il fait payer dans une province vingt fois plus qu'on ne paye dans une autre ; si rigoureux dans sa perception que son seul nom inspire l'effroi, un impôt qui frappant une denrée de première nécessité pèse sur le pauvre presque autant que sur le riche, et qui par l'attrait violent qu'il présente à la contrebande, fait condamner, tous les ans, à la chaîne ou à la prison plus de cinq cents chefs de famille et accumule plus de 4000 saisies par années : tels sont les traits qui caractérisent la gabelle ».
Les notables, assemblés en 1787, ont condamné la gabelle : « la gabelle est jugée. Son régime est décidé de nature si défectueuse qu'il n'est pas susceptible de réforme ». Les réformes proposées par Calonne échouent et entraînent sa disgrâce et le rappel de Necker qui renoue avec les méthodes financières traditionnelles, il ne peut s'opposer à la suppression de la gabelle en mars 1790 mais, en désaccord avec l'Assemblée Constituante, il doit démissionner, sur l'instigation de Mirabeau le 3 septembre 1790.

#### Traites

D'après la carte établie par l'administration royale en 1732 : on distingue, en blanc, la zone des « Cinq Grosses Fermes.

Les traites sont l'équivalent des droits de douane mais elles s'appliquaient non seulement aux frontières du royaume mais encore à l'intérieur de celui-ci, de province à province, voire de ville à ville.
Ce système particulièrement lourd avait déjà été vivement critiqué par Vauban dès 1698 « Car il faut parler à tant de bureaux pour transporter les denrées, non seulement d'une province ou d'un pays à un autre, par exemple de Bretagne en Normandie, ce qui rend les Français étrangers aux Français même, contre les principes de la vraie politique qui conspire toujours à conserver une certaine uniformité entre les sujets qui les attache plus fortement au Prince, mais encore d'un lieu à un autre dans la même province ».
Il était le fruit d'une lente construction historique, avec au départ pour objectif d'éviter l'exportation de leur lieu de production des produits de première nécessité, mais rapidement les préoccupations fiscales prirent le dessus, en 1621 Louis XIII crée le regroupement des Cinq Grosses Fermes, toutes les provinces qui n'avaient pas fait le choix de ce rattachement au royaume furent réputées étrangères. En définitive sous le règne de Louis XV on distingue trois catégories de Provinces :
- Les Cinq Grosses Fermes dans l'enceinte desquelles Colbert avait fait supprimer la quasi-totalité des droits levés précédemment
- Les Provinces réputées étrangères qui n'avaient pas accepté le tarif établi par Colbert en 1664, elles payaient les droits de douane selon les tarifs des coutumes antérieures, entre elles et à l'intérieur de chacune d'elles où subsistaient de nombreux péages locaux. Elles payaient en outre les droits de douane pour le commerce avec les cinq grosses Fermes et l’étranger
- Les provinces traitées comme pays étrangers. Il s'agit des trois dernières provinces rattachées à la France[12] :
  - L'Alsace,
  - Les Trois Évêchés,
  - La Lorraine. Ces provinces commerçaient librement avec l'étranger et pour le commerce avec le reste du royaume payaient les mêmes droits que les provinces réputées étrangères

## Modalités de recouvrement
Sous l'Ancien Régime, il n'existe pas une administration unique chargée d'encaisser les impôts de l'État, mais une juxtaposition d'entités. 
Quatre types d'acteurs co-existaient en matière de recouvrement des impôts d'État :
- Les collecteurs-assesseurs
- L'Office
- La Régie
- La Ferme

À côté de cela, il est possible de mentionner une modalité particulière d'établissement du montant de l'impôt : l'abonnement.

### Collecteurs-assesseurs
Il s'agit de personnes élues au sein de paroisses fiscales pour établir la répartition de la taille et son recouvrement « dans le système traditionnel en vigueur dans les pays de taille personnelle ». Le collecteur-assesseur étant responsable sur ses biens propres du recouvrement intégral de l'impôt, beaucoup tentaient d'échapper à la fonction via des exemptions. Lorsque  la  collecte se faisait au-delà du niveau paroissial, elle était confiée à des officiers, receveurs particuliers ou généraux des tailles, tandis que la répartition relevait des intendants.

### Offices

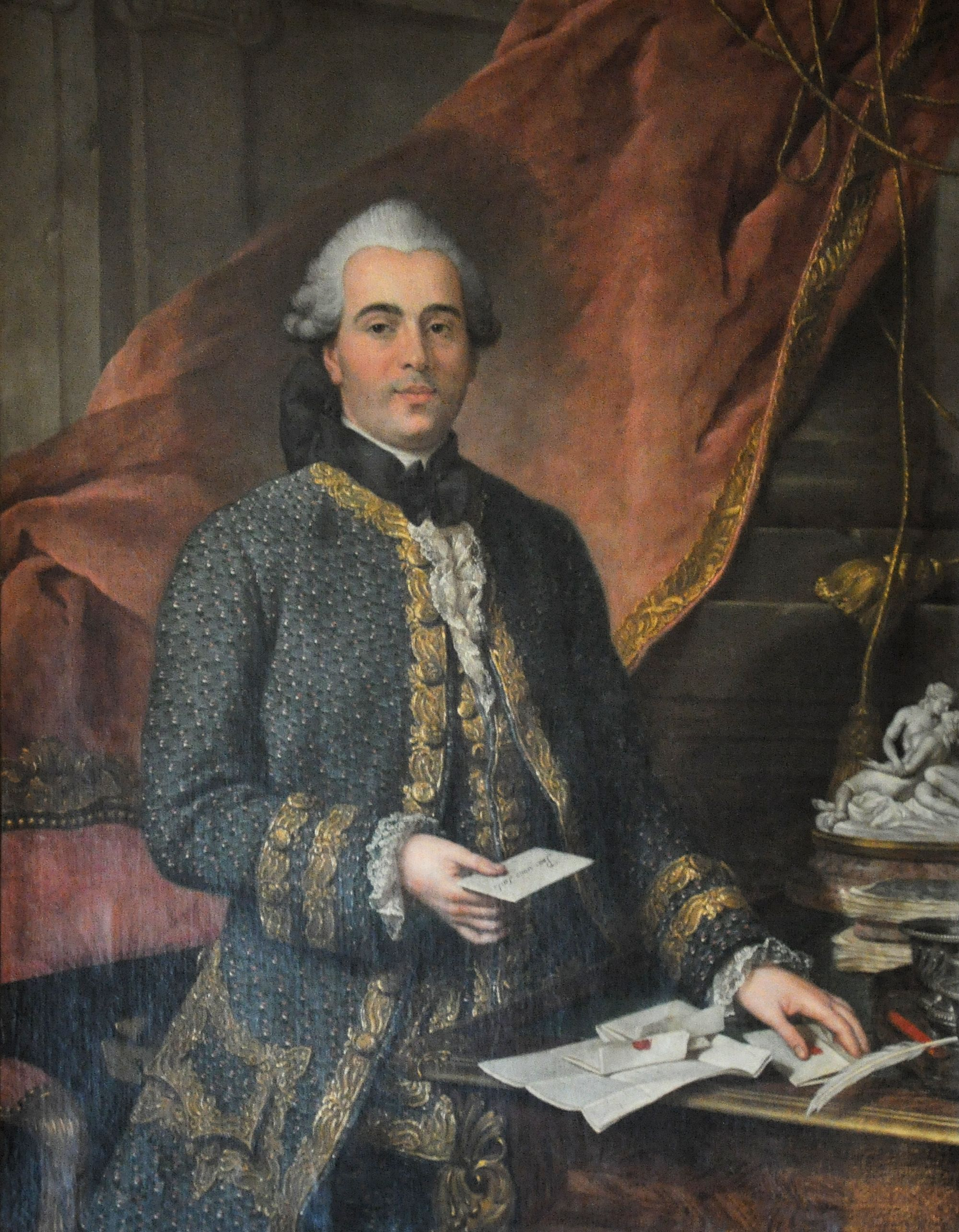
Jacques de Flesselles (1730-1789), officier du Roi, dernier prévôt des marchands de Paris, par Nonotte.

Un office est dans la France du bas Moyen Âge et de l'époque moderne, une charge personnelle octroyée par un souverain ou un seigneur à un individu ; il s'agit d'une véritable délégation de pouvoir de la part du détenteur de la souveraineté. Charles Loyseau, juriste français du XVIe siècle, définit l'office comme « une dignité avec fonction publique ordinaire ». L'office constitue jusqu'au XVIIIe siècle la base de fonctionnement de l'administration publique, notamment dans les domaines de la justice et de la finance. Le titulaire de l'office est appelé officier. Il doit, en échange de la dignité que lui confère l'office et des gages qui lui sont rattachés, accomplir un service administratif.
Les officiers du Roi étaient, des employés indépendants qui tant qu'ils respectaient les règlements définissant leurs fonctions et leurs devoirs, étaient totalement libres de conduire leur office comme ils l'entendaient, avec conscience ou nonchalance, directement ou par l'intermédiaire de préposés qu'ils rémunéraient.
Le paiement du prix de leur office tenait lieu de brevet de compétences. À l'origine, l'office est concédé gratuitement par le roi, mais rapidement le système débouche sur la vénalité des offices (1522, création du Bureau des Parties Casuelles), puis ils deviennent héréditaires (1604 : Édit de la Paulette).
L'affermage pouvait répondre à ces inconvénients, à condition d'être consenti à des compagnies financières suffisamment structurées et disposant d'une surface financière importante, pour faire face aux avances, gérer les services de recouvrement, recruter du personnel, organiser leur formation et contrôler leur activité.    
Les difficultés récurrentes du Trésor Royal et les expédients mis en œuvre par Louis XIV pour trouver des ressources immédiates, débouchèrent sur une période confuse et une multiplication des offices de toute nature pour trouver des ressources immédiates jusqu'à la fin du règne.
En matière d'impôt, on retrouve aussi bien des officiers chargés d'établir la répartition voir l'établissement de l'assiette des taxes (bureaux des finances), que des collecteurs (officiers des Greniers à sel, receveurs particuliers et généraux des tailles par exemple).

### Régie

#### Recouvrement des impôts directs
Seuls les impôts de répartition comme la Capitation ou la Taille faisaient l'objet d'une collecte directe et étaient au demeurant très impopulaires.
Dans le cadre de la Régie, les titulaires ne perçoivent que la rémunération prévue au contrat, les éventuels bénéfices restent la propriété du propriétaire de la chose mise en régie, à moins qu'il ne soit prévu qu'outre les émoluments prévus ils perçoivent une part des bénéfices (Régie intéressée).
Le produit attendu était fixé par le roi, puis décliné au niveau des généralités et des élections la composant. Une fois validé il était transmis aux élus de chaque élection. Ces derniers en répartissaient le montant entre chaque paroisse où la répartition était effectuée par des répartiteurs élus par les contribuables eux-mêmes. L'arbitraire le plus grand régnait à tous les niveaux de la répartition.

#### Autres impôts
Dans la période difficile du début du XVIIIe, les baux à Ferme ne trouvent plus preneur, voire les baux en cours sont largement déficitaires et sont de fait transformés en régies.
Avec la réforme Necker, une nouvelle forme de délégation se met en place, l’Administration Générale des Domaines et Droits domaniaux, et La Régie Générale des Aides fonctionnent sous le statut de régie intéressée.
S'agissant, à titre d'exemple, de l'Administration des Domaines, chacun des 30 administrateurs formant la compagnie apporte au capital un « sol » de 366 000 livres et verse au Trésor un cautionnement d’un million de livres. Chaque administrateur perçoit une rémunération fixe de 28 000 livres par « sol », et en intérêts du cautionnement 5 % sur 800 000 livres 7 % sur les 200 000 livres supplémentaires. Au titre de l’intéressement, la Compagnie percevait au-delà d’un produit net de 42 millions un bénéfice égal à 25 % du bénéfice supplémentaire dont le montant était réparti au prorata des « sols », il fut de 18 000 livres par sol en 1781, 28 000 en 1782, vraisemblablement près de 50 000 livres en 1783.
Dans cette configuration, l'adjudicataire ne supporte pas les risques mais ne reçoit que 25 % des rentrées supplémentaires au-delà de la somme prévue au bail. Cette organisation s’approche de la délégation de service public contemporaine où l'État confie à un organisme privé des missions relevant d'un service public.
En 1783 la Ferme Générale est également à compter du 1er janvier 1784 transformée en régie intéressée, mais cet arrêté qui entraîne la chute du contrôleur Général Henri Lefèvre d'Ormesson est rapportée dès la prise de fonction de Calonne son successeur.

### Ferme

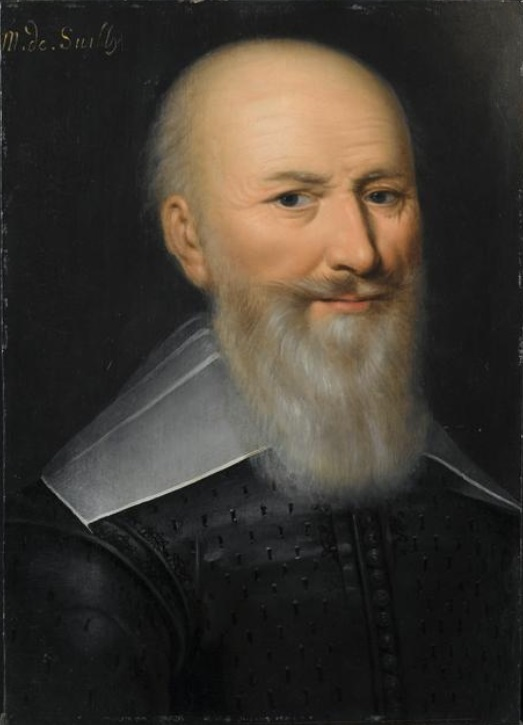
Maximilien de Béthune, duc de Sully (1559-1641).

L'affermage trouve son origine dans la Ferme des prévôts.
On adjugeait déjà, sous Philippe Auguste, à une personne, pour un temps déterminé et pour une certaine somme le droit de percevoir tous les revenus de la couronne de la prévôté et l'adjudicataire, pour le temps du bail était nommé prévôt.
Les Fermes furent, à l'origine, très morcelées. Chaque nature de revenus ou de taxes faisait l'objet d'un bail particulier par province et plus fréquemment par bailliage et même prévôté. Ce morcellement ne permettait pas au concédant d'avoir une exacte appréciation de la valeur des revenus qu'il concédait. Concédés le plus souvent pour des prix dérisoires, les baux généraient des bénéfices énormes. Le plus souvent rétrocédés à des sous-fermiers, pour des prix largement supérieurs, ils conduisaient ces derniers à une application intransigeante et souvent excessive des tarifs.
À partir de 1598, Sully s'attache à regrouper les Fermes. Il n'aboutira à un bail unique qu'au 1er octobre 1604. Le nouvel acquéreur, Charles du Ham, se fit adjuger le bail pour 5 années au prix annuel de 670 000 livres. Par comparaison la somme des baux de l'année 1605 représentait à peine plus de 100 000 livres. En 1607, il promulgue un Règlement Général sur les traites pour tenter d'harmoniser les procédures.
Dans le même temps, il cherche à constituer l'ensemble du royaume en un unique territoire douanier et somme, mais sans succès, les provinces « réputées étrangères » de se réunir aux « Cinq Grosses Fermes ».

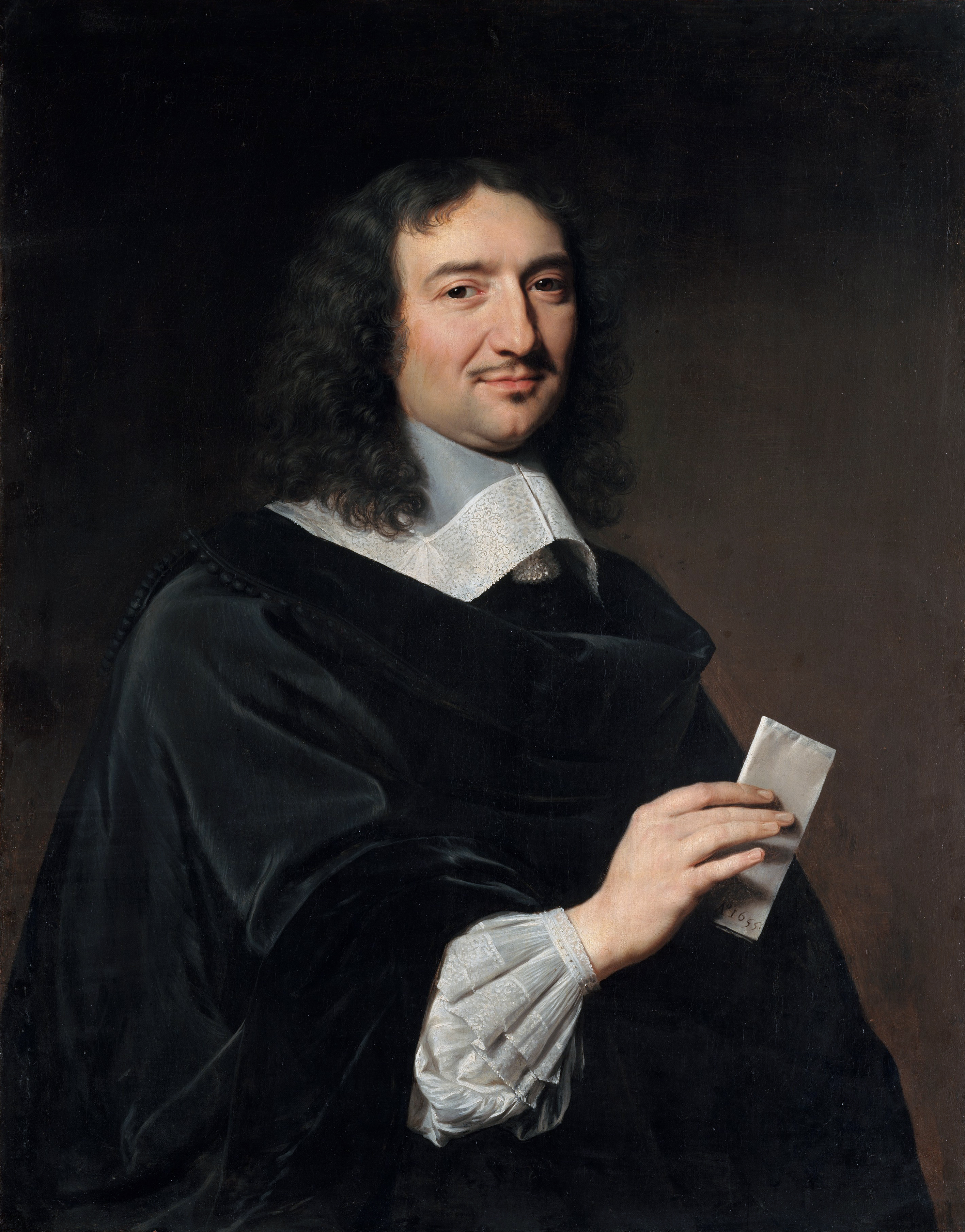
Jean-Baptiste Colbert en 1666.

Les bases de la Ferme unique avaient été jetées par une série de textes pris à l’initiative de Colbert avec l'ordonnance de Louis XIV donnée en mai 1680, de juin 1680, l'ordonnance donnée à Versailles en juillet 1681 et le règlement du 25 juillet 1681. Cette série de textes se clôture par l'ordonnance de février 1687 sur le fait des cinq grosses Fermes. Pour autant, ces dispositions d'une grande précision ne seront jamais totalement mises en œuvre en raison des difficultés récurrentes du Trésor Royal et des expédients de Louis XIV pour trouver des ressources immédiates, qui débouchèrent sur une période confuse jusqu'à la fin du règne.
Pourtant Colbert faisait preuve déjà d'une grande méfiance à l'égard de la Ferme. S'il ne conteste pas la nécessité des financiers et gens d’affaires, dans son Testament Politique, il attire l'attention du roi « dans ces sortes de traité, il est nécessaire que celui sur qui votre majesté se repose de ses finances se défie de la bonne foi de la Compagnie qui s'en chargera. Il lui serait difficile, s'il ne prenait toutes ses précautions qu'il ne fut trompé bien souvent dans l'état de comptes qu'elle lui fournirait : on grossit adroitement les objets ou on les diminue, selon qu'on y trouve son avantage » et plus loin « Un Intendant des Finances, qui en a la direction, se peut entendre aussi avec les traitants, pour partager le gâteau au préjudice de V. M. Afin d’empêcher cet abus, il faut mettre dans la Compagnie un homme sur qui l'on puisse se fier ».
Ce constat est un aveu de l'impuissance du pouvoir royal à évaluer la valeur de ce qu'il amodie et à contrôler les résultats de la Ferme. Pour autant, Colbert semble accepter les risques et vouloir « bannir les forfaits où l'on ne compte point de l'excédent et de même que les prêts, car ce serait faire revenir le ministère de M.Fouquet et rouvrir la porte à tous les abus ».
Il propose même au roi, parce que « toute la France est défigurée depuis quelque temps [par] le luxe et la vanité », particulièrement des fermiers, de mettre en place un impôt, sur le port de l'or, l'argent, les étoffes de soie et les dentelles. Les conseils ne seront pas suivis, mais ils restent une vision prémonitoire des pratiques de l'abbé Terray, du climat de corruption et du luxe insolent de la fin du Règne de Louis XV.
L’Ancien Régime est à l’origine de tous les contrats publics et de toutes les formes de délégation. Contrainte par nécessité en raison de la faiblesse structurelle des rentrées fiscales pour faire face, le plus souvent dans l’urgence, aux besoins du trésor royal, la monarchie n’a pas d’autres solutions.
La délégation fiscale et domaniale est l’une d’entre elles. Elle consiste à vendre ou à louer la recette des impôts directs et indirects et les revenus du domaine royal. C’est la forme de délégation la plus encadrée juridiquement et la plus contrôlée en raison de son importance.
L'affermage repose sur un bail, le roi concédait à un particulier, pour une durée limitée, le droit de recouvrer des impôts et d'en conserver le produit, moyennant le versement d'une somme d'argent, appelé prix du bail. Le Trésor acquérait ainsi une avance considérable de capitaux. Derrière le titulaire du bail, en fait un simple prête nom rémunéré forfaitairement à ce titre par les actionnaires, le capital de la Compagnie, qui correspond au prix à verser au Trésor royal, est divisé en parts, les sols, dont les actionnaires doivent se libérer dans les délais prévus au contrat. Ils sont rémunérés par une rente sur le montant de ce capital. Le capital est garanti pour le Roi, l’adjudicataire supporte les aléas, mais conserve les produits de l'impôt perçus au-delà de la somme prévue au bail.
À partir des années 1770, l'évaluation du prix des baux devient plus précise et l'approche du risque change ; les deux formes de délégation se rapprochent et le bail de la Ferme passe en 1774 d'un contrat de louage pur et simple, à un contrat de louage avec participation aux bénéfices. C'est le constat que fait Necker en 1780 « Les régies et les Fermes, selon leur constitution actuelle,ont la plus grande ressemblance, et c'est en s’arrêtant uniquement au sens littéral de ces deux dénomination qu'on dispute sur le degré de préférence qu'il faut accorder à l'une ou à l'autre de ces formes ».
Ce système disparaît en 1780 pour l’Administration Générale des Domaines et Droits Domaniaux, et La Régie Générale des Aides. Il devait en être de même au 1er janvier 1784 pour la Ferme Générale, mais l'arrêté du 24 octobre 1783 est rapporté avant sa mise en œuvre. Il mettait les Fermiers du bail Salzard dans une situation difficile, lourdement endettés pour faire face aux avances faites au Trésor, ils n'offraient à leurs créanciers, qui avaient prêté à des fermiers que les garanties d'un régisseur.
Pour garder la maîtrise des droits de douane, les droits de traites sont désormais perçus au profit de sa majesté et régis pour son compte en faisant sur le prix du bail une diminution équivalente à la partie qui s'en trouvera distraite. La guerre avec l'Angleterre avait pris fin et le commerce réclamait des changements au régime douanier. Cela impliquait que le pouvoir retrouve une pleine liberté sur les droits de traites. La Ferme sortait donc de ce conflit affaiblie et son démembrement, commencé en 1771 avec l'exclusion des droits d'hypothèques, est désormais beaucoup plus large.

### Abonnement
« L'abonnement est une convention qui a réduit à un prix certain et à une quantité fixe, des choses et des droits incertains ». En matière fiscale le roi passait ainsi avec les Pays d'états, certaines villes ou le clergé des contrats par lesquels, pour une période donnée ou à perpétuité, il abandonnait le produit d'un ou plusieurs impôts en contrepartie d'une somme soit globale, soit périodique.
Ainsi, en matière de taille, de nombreuses villes avaient acheté leur exemption au prix d'un abonnement pris sur les produits de leurs octrois, de même certains Pays d'états. Le clergé s'était déchargé, pour sa part, de la capitation par un Traité d'abonnement du 17 avril 1710 moyennant le paiement, à titre d'exemption définitive, de la somme de 24 millions de livres. L'abonnement ne concernait pas les impôts relevant de la Ferme, par contre, sous des conditions strictement encadrées par les ordonnances de 1680 et 1681, les fermiers peuvent consentir des abonnements avec les sous-fermiers.

## Conclusion
L’ancien Régime s’achève sur un rejet total du système fiscal, sous toutes ses formes et tous ses modes de recouvrement, sans pour autant en contester le besoin. Près de 90 % des cahiers de doléances réclament en effet l’égalité devant l’impôt, y compris dans les cahiers de la noblesse comme en témoigne cet extrait « Le temps est arrivé, Sire, de poser les bases d’un juste partage de l’impôt entre tous les citoyens (…) Oui Sire, tous vos sujets de tout état et de tout rang rendent maintenant hommage à cette grande vérité que l’égalité proportionnelle doit être la loi des contributions (…) Il est contraire et aux principes de l’équité et aux sentiments de l’humanité d’aggraver le fardeau des plus pauvres pour alléger la charge des plus riches ».